# Bolxoie Màslennikovo
Bolxoie Màslennikovo (rus: Большо́е Масленниково: Большо́е Масленниково) és un poble situat al raion de Tutàiev i l'óblast de Iaroslavl, Rússia, localitzat aproximadament a 20 km a l'oest de Iaroslavl. Valentina Tereixkova, la primera dona a volar a l'espai, va néixer en aquesta localitat. El museu Cosmos, en el poble de Nikúlskoie, aproximadament 5 km al sud de Bolxoie Màslennikovo, està dedicat a la seva persona. Actualment, a Bolxoie Màslennikovo només hi viu un resident però moltes cases són segones residències a l'estiu.